# Tadarida johorensis
Tadarida johorensis — вид кажанів родини молосових.

## Середовище проживання
Цей вид зустрічається в західній Малайзії та Суматрі, Індонезія.